# 城巴NA21線
城巴NA21線是香港一條通宵機場巴士路線，屬由城巴有限公司營辦的「城巴機場快線」之一，於2015年7月23日起投入服務，循環來往港珠澳大橋香港口岸和大角咀（海輝道），途經機場客運大樓與國泰城後，取道北大嶼山公路、青嶼幹線、長青公路及西九龍走廊前往旺角，後經大角咀折返大嶼山，全程收費為$39.3。

## 歷史
香港機場管理局於2014年對香港國際機場的旅客及員工進行的全面的交通需求調查中，指出深宵和清晨時段往來機場的公共運輸服務較日間為少，而機場島員工要求專營巴士公司開辦特快的通宵巴士服務，由機場前往交通需求較集中的地區，讓他們可以更便捷地回家作息或上班，而在深宵和清晨抵港的旅客或市民亦可受惠於該等巴士服務。
因此，運輸署和城巴於2015年6月建議在該年暑假以試辦形式開辦一條通宵特快機場巴士路線，編號為「NA21」，由機場（地面運輸中心）巴士總站開出，繞經國泰城後，便直接前往旺角及大角咀，並以海輝道近浪澄灣為終點站，開車時間為00:45、01:25、02:15及02:55。運輸署和城巴會在此線試辦期間收集數據及檢討成效，若此線實收車費收益低於城巴同意承擔的成本，機管局將會補貼有關差額。城巴設立NA21線目的，是方便機場員工和抵港旅客以最快捷途徑前往市區，因此行車路線較直接，不在深旺道設站，乘客可於旺角轉乘其他交通工具。城巴曾就此線的路線設計，徵詢機場島僱主、機管局和機場員工組織意見，得悉大部分機場員工上班有既定交通模式，但隨着深夜航班數量持續上升，不少員工均未能於固定時間下班，城巴因此與機場島各機構協商後，訂下此線的班次安排，讓不同時間下班的員工均能盡快返回市區。
NA21線最終於2015年7月23日凌晨起投入服務，同年10月23日起，此路線開車時間改為00:10、00:50、01:25及02:15。2016年1月23日起，此路線減至只開三班車，取消00:10開出的班次。為配合港珠澳大橋於2018年10月24日早上九時正通車，此路線於翌日（10月25日）凌晨起延長至港珠澳大橋香港口岸，所有班次提早十分鐘由新總站開出。
2020年12月16日起，為配合屯門赤鱲角隧道公路通車而實施的交通安排，NA21線由港珠澳大橋香港口岸開出並駛至順匯路後，改經赤鱲角路、東榮路及機場路前往機場（地面運輸中心）巴士總站。在2019冠狀病毒病第五波疫情下，此路線由2022年3月14日起暫停服務，直至2023年4月3日才恢復服務，但班次並沒有回復至以往的水平。2024年7月15日至11月17日期間，NA21線更獲提升至整個通宵時段服務，並增設往港珠澳大橋香港口岸方向服務，以循環形式運作，回程於停靠浪澄灣分站後經連翔道直達國泰城、機場及港珠澳大橋香港口岸，並於11月18日起正式永久實行。

## 服務時間及班次
NA21線所有班次皆由港珠澳大橋香港口岸開出，於每日通宵時段提供服務，列表如下：
| 港珠澳大橋香港口岸開 | 港珠澳大橋香港口岸開 | 港珠澳大橋香港口岸開 |
| 服務時間 （每日）    | 班次 （分鐘）        |                      |
| -------------------- | -------------------- | -------------------- |
| 00:40－04:40         | 30                   |                      |

## 收費
NA21線全程收費為$39.3，並不設任何分段收費。
NA21線設12歲以下小童及65歲或以上長者半價優惠，惟此線並不受長者及合資格殘疾人士公共交通票價優惠計劃中的$2票價優惠覆蓋。乘客登車時需以現金或八達通卡繳付車資，不設找贖；而每位成人乘客可免費帶同最多兩名四歲以下而且不佔座位的兒童乘車。此外，乘客亦可使用指定電子支付工具繳付車資，使用此支付方式的乘客可享有與其他城巴獨營路線或聯營線城巴班次之轉乘優惠，惟不適用於與非城巴路線之轉乘優惠，乘客亦不能享有「公共交通費用補貼計劃」。
此外，合資格的機場及港珠澳大橋香港口岸員工，持已向城巴登記「認可僱員身份」的實體個人八達通卡，可以每程$30.4優惠價乘搭此路線。相關乘客需在登車時向車長出示該八達通卡正面，獲得車長確認後以該卡繳付車費，優惠亦不能與其他轉乘優惠（青嶼幹線及將軍澳隧道巴士轉乘計劃除外）及即日來回優惠共用。

## 用車
根據《2019－2020年度巴士路線計劃》，NA21線使用最少3輛空調雙層巴士行走，主要用車為隸屬城巴機場快線車隊的豪華版Enviro500 MMC 12米（80XX）及12.8米（68XX）。

## 行車路線

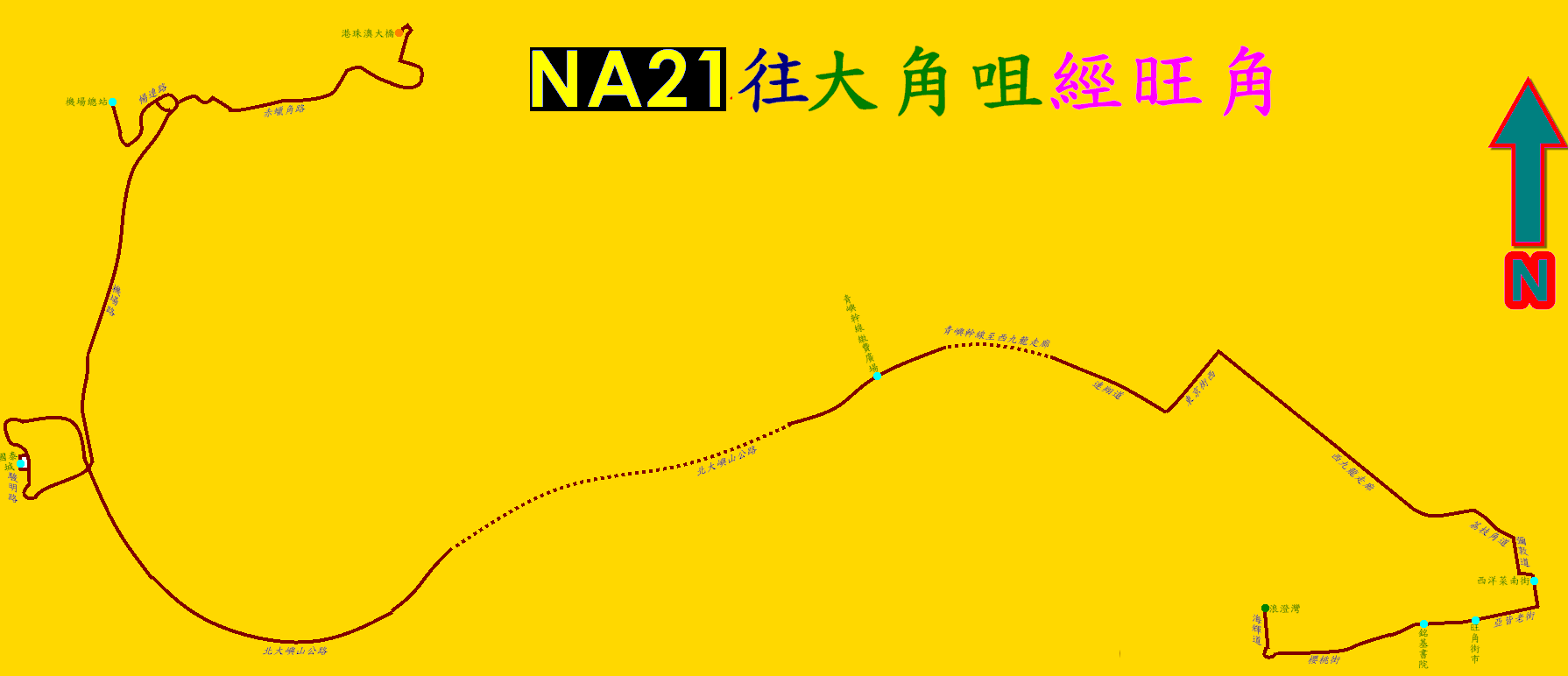
NA21線的走線圖

NA21線所有班次由港珠澳大橋香港口岸開出，途經順匯路、赤鱲角路、東榮路、機場路、機場南交匯處、暢連路、機場（地面運輸中心）巴士總站、暢連路、機場南交匯處、機場路、東岸路、觀景路、未命名道路、駿明路、觀景路、駿運路交匯處、機場路、北大嶼山公路、青嶼幹線、青衣西北交匯處、長青公路、長青隧道、青葵公路、連翔道、東京街西、通州街、西九龍走廊、太子道西、荔枝角道、彌敦道、旺角道、西洋菜南街、亞皆老街、櫻桃街、櫻桃街下通道、海輝道、連翔道、青葵公路、長青隧道、長青公路、青衣西北交匯處、青嶼幹線、北大嶼山公路、機場路、暢航路、機場路、機場南交匯處、暢連路、航天城交匯處、赤鱲角路、順暉路及順匯路，具體停站請參考資訊框。

### 書籍
- 龔嘉豪. . 新尚線出版. 2016-02: 166-169. ISBN 9789881453112 （中文（香港））.

### 其他參考資料
1. 1 2 3 4  . 城巴有限公司.   [2024-01-14]. （原始内容存档于2024-01-07） （中文（香港））.
2. 1 2 3 4  . 城巴有限公司 （中文（香港））.
3. 1 2  運輸署.  (PDF). 大嶼山發展諮詢委員會交通及運輸小組文件第11/2015號. 2015-06  [2024-01-14]. （原始内容存档 (PDF)于2024-01-03） （中文（香港））.
4. ↑  運輸署.  (PDF). 離島區議會交通及運輸委員會討論文件T&TC 32/2015. 2015-06  [2024-01-14]. （原始内容存档 (PDF)于2022-06-22） （中文（香港））.
5. ↑  香港機場管理局.  (PDF). 立法會跟進香港國際機場三跑道系統相關事宜小組委員會第CB(4)491/16-17(02)號文件. 2017-02  [2024-01-14]. （原始内容存档 (PDF)于2023-02-07） （中文（香港））.
6. ↑   (PDF). 油尖旺區議會秘書處: 議項七：關注通宵機場巴士NA21號線服務安排. 2015-07  [2024-01-14]. （原始内容存档 (PDF)于2023-12-03） （中文（香港））.
7. ↑   (PDF). 城巴有限公司. 2015-07-17  [2024-01-14]. （原始内容存档 (PDF)于2024-01-03） （中文（香港））.
8. ↑   (PDF). 運輸署. 2015-07-22  [2024-01-14]. （原始内容存档 (PDF)于2024-01-03） （中文（香港））.
9. ↑   (PDF). 城巴有限公司. 2015-10-12  [2024-01-14]. 原始内容存档于2015-10-15 （中文（香港））.
10. ↑   (PDF). 城巴有限公司. 2016-01-15  [2024-01-14]. 原始内容存档于2016-01-19 （中文（香港））.
11. ↑   (PDF). 城巴有限公司. 2018-10-19  [2024-01-14]. （原始内容存档 (PDF)于2024-01-02） （中文（香港））.
12. ↑   (PDF). 城巴有限公司. 2020-12-14  [2023-07-13]. （原始内容存档 (PDF)于2023-07-13） （中文（香港））.
13. ↑   (PDF). 城巴有限公司. 2022-03-10  [2024-01-14]. （原始内容存档 (PDF)于2024-01-07） （中文（香港））.
14. ↑   (PDF). 城巴有限公司. 2023-03-30  [2024-01-14]. （原始内容存档 (PDF)于2023-12-25） （中文（香港））.
15. ↑   (PDF). 城巴有限公司. 2024-07-11  [2024-09-02]. （原始内容存档 (PDF)于2024-07-11） （中文（香港））.
16. ↑   (PDF). 城巴有限公司. 2024-08-29  [2025-01-29]. （原始内容存档 (PDF)于2024-11-26） （中文（香港））.
17. ↑   (PDF). 城巴有限公司. 2024-11-14  [2025-01-29]. （原始内容存档 (PDF)于2025-01-29） （中文（香港））.
18. ↑  . 城巴有限公司.   [2023-07-12]. （原始内容存档于2023-07-12） （中文（香港））.
19. ↑   (PDF). 城巴有限公司.   [2023-07-14]. （原始内容存档 (PDF)于2023-07-01） （中文（香港））.
20. ↑  . 城巴有限公司.   [2024-01-17]. （原始内容存档于2024-01-15） （中文（香港））.
21. ↑   (PDF). 城巴有限公司. 2023-12-14  [2023-12-18]. （原始内容存档 (PDF)于2023-12-14） （中文（香港））.
22. ↑  運輸署.  (PDF). 油尖旺區議會交通運輸及房屋事務委員會第14/2019號文件: 附件36. 2019-01  [2024-01-14]. （原始内容存档 (PDF)于2024-01-07） （中文（香港））.
23. ↑  容偉釗. . BSI HOBBIES(HK). 2023-07: 139, 154. ISBN 9628414232 （中文（香港））.
24. ↑  香港立法會.  (PDF). 2023年第133號法律公告: B2586. 2023-07-01  [2024-01-14]. （原始内容存档 (PDF)于2023-12-18） （中文（香港））.